# NGC 6841
NGC 6841 ist eine elliptische Galaxie vom Hubble-Typ E im Sternbild Schütze am Südsternhimmel. Sie ist schätzungsweise 263 Millionen Lichtjahre von der Milchstraße entfernt.
Das Objekt wurde am 28. September 1834 von dem Astronomen John Herschel mit seinem 18,7-Zoll-Spiegelteleskop entdeckt und später von Johan Dreyer in seinen New General Catalogue aufgenommen.